# Prednja skena
Prednja skena (scaenae frons) je bila razkošno stalno okrašeno arhitekturno ozadje (kulisa) rimske gledališke scene. Običajno so bili na odru trije vhodi (Palmira jih ima pet), vključno z velikim glavnim vhodom, kraljevska vrata (porta regia). Oblika je morda bila podobna pročeljem imperialnih palač. Prednja skena je bila pogosto dvo- in včasih trinadstropna ter je bila osrednjega pomena za gledališki vidni učinek tega, kar so videli rimski gledalci v vsakem trenutku. Balkoni so bili podprti z razkošnimi stebri, običajno v korintskem slogu, v nišah so bili pogosto številni kipi.
Manjša gledališča so lahko imela stalno streho, ki je pokrivala celotno gledališče, večja pa senčila nad celotnim ali delom gledališča, morda podprta s stebri, ki so se dvigali nad njimi, za kar je nekaj dokazov.
Na to obliko je vplivalo grško gledališče, ki je imelo enako, vendar preprostejšo skeno (skena pomeni šotor, ki prikazuje njegovo prvotno naravo) zgradbo. Skozi skeno se je prišlo do odra ali prostora pred skeno, do proskenija.  V helenističnem obdobju je skena postala bolj razvejana, morda s stebri, in je imela poslikano sceno.
Rimska prednja skena se je uporabljala tudi kot zaodrje in za garderobo. Ni bilo več poslikanih scen na grški način, temveč so se zanašali na izdelano stalno arhitekturno okrasje. To je doseglo tudi baročni učinek, ki ga vidimo tudi v velikih nimfejih in na pročeljih knjižnic, pogosto z valovitim pročeljem. Vsa pomembna gledališča so iz cesarskega obdobja; gledališče v Pompejih v Rimu, dokončano leta 55 pr. n. št., je bilo prvo kamnito gledališče v Rimu, verjetno pa je sprožilo slog.
Napis na ogredju nad spodnjimi stebri je pogosto omenjal cesarja in druge, ki so pomagali pri financiranju gradnje. Posebnost, ki jo pogosto najdemo v zahodnem cesarstvu, a manj na grško govorečih območjih, je bila vrsta krivuljastih vdolbin pred sprednjo stranjo scene kot v Sabrati in Leptis Magni.
Pokrito  renesančno Olimpijsko gledališče v Vicenzi v severni Italiji (1580–1585, zasnoval ga je Andrea Palladio), ima v celoti okrašeno skeno in daje dober splošen vtis o tem, kako naj bi bilo videti rimsko gledališče v svojem izvirnem stanju s štukaturo nad lesenim ogrodjem. Gledališče je tudi znano po iluzionistični pokrajini, ki jo je zasnoval Vincenzo Scamozzi zadaj za prednjo skeno. Daje videz dolgih ulic, ki se oddaljujejo proti obzorju; ni jasno, koliko to kaže starodavni način. Leta 1585 je bi bilo narejeno kot začasno, vendar ostaja v odličnem stanju.

## Ohranjena gledališča
Nekatera dobro ohranjena (večinoma nekoliko obnovljena ali restavrirana) gledališča so:
| Mesto (rimsko ime) | Mesto (sodobno ime) | Država    | Koordinate                                      | Opomba sklici | Fotografija                                    |
| ------------------ | ------------------- | --------- | ----------------------------------------------- | --- | ---------------------------------------------- |
| Sabrata            | Sabrata             | Libija    | 32°48′19″N 12°29′07″E / 32.805371°N 12.485165°E | obnovljeno gledališče v Sabrati pred 2. svetovno vojno, zdaj "najlepše ohranjena prednja skena"                         | Theatre at Sabratha                            |
| Emerita Augusta    | Mérida              | Španija   | 38°54′55″N 6°20′19″W / 38.915346°N 6.338643°W   | gledališče Emerita Augusta                                                                                              | gledališče Emerita Augusta s sprednjih sedežev |
| Palmira            |                     | Sirija    | 34°33′03″N 38°16′08″E / 34.550768°N 38.268761°E | rimsko gledališče v Palmiri                                                                                             | rimsko gledališče v Palmiri                    |
| Gerasa 1           | Džeraš              | Jordanija | 32°16′36″N 35°53′21″E / 32.276789°N 35.889155°E | južno gledališče pri Džerašu                                                                                            | južno gledališče pri Džerašu                   |
| Gerasa 2           | Džeraš              | Jordanija | 32°16′57″N 35°53′32″E / 32.282604°N 35.892341°E | severno gledališče pri Džerašu                                                                                          | severno gledališče pri Džerašu                 |
| Filipopolis        | Plovdiv             | Bolgarija | 42°08′48″N 24°45′03″E / 42.14678°N 24.75094°E   | rimsko gledališče v Plovdivu                                                                                            |                                                |
| Bostra             | Bosra               | Sirija    | 32°31′04″N 36°28′53″E / 32.517650°N 36.481426°E | rimsko gledališče v Bosri, glej tudi sliko zgoraj                                                                       | Theatre at Bostra                              |
| Leptis Magna       | Homs                | Libija    | 32°38′18″N 14°17′26″E / 32.638399°N 14.290620°E | gledališče v Leptis Magni                                                                                               | Theatre at Leptis Magna                        |
| Aspend             | Serik, Antalija     | Turčija   | 36°56′20″N 31°10′20″E / 36.938944°N 31.172296°E | celotno, verjetno najbolje ohranjeno rimsko gledališče, vendar je prednja skena izgubila dekoracijo in številne kipe    | Theatre at Aspendos                            |
| Aurasio            | Orange              | Francija  | 44°08′09″N 4°48′32″E / 44.13587°N 4.80886°E     | rimsko gledališče Orange je Unescova svetovna dediščina skupaj z drugimi rimskimi stavbami v mestu, dekoracije so snete | Orange                                         |
| Acinipo            |                     | Španija   | 36°49′55″N 5°14′26″W / 36.831855°N 5.240466°W   | ostanki rimskega gledališča pri Acinipu                                                                                 | Theater of the Roman ruins Acinipo             |
| Volaterrae         | Volterra            | Italija   | 43°24′13″N 10°51′36″E / 43.403611°N 10.86°E     | gledališče v Volterri                                                                                                   | Theatre at Volterra                            |